# Burni Alur Manti
Burni Alur Manti är ett berg i Indonesien.   Det ligger i provinsen Aceh, i den västra delen av landet, 1 600 km nordväst om huvudstaden Jakarta. Toppen på Burni Alur Manti är 1 902 meter över havet, eller 68 meter över den omgivande terrängen. Bredden vid basen är 1,1 km.
Terrängen runt Burni Alur Manti är bergig söderut, men norrut är den kuperad.Runt Burni Alur Manti är det mycket glesbefolkat, med 5 invånare per kvadratkilometer. I omgivningarna runt Burni Alur Manti växer i huvudsak städsegrön lövskog.